# Bennie and the Jets
"Bennie and the Jets" er en sang af den britiske sanger Elton John med tekst af Bernie Taupin fra albummet Goodbye Yellow Brick Road (1973). Sangen fortæller om et fiktivt band, hvoraf Elton John er en formodet fan. "Bennie and the Jets" er til dato en af Elton Johns mest populære sange.[kilde mangler]

## Indspilning og udgivelse
Sangen blev produceret af Gus Dudgeon og indspillet på Strawberry Studios i Frankrig, hvor Elton John og Bernie Taupin havde indspillet de to foregående album, Honky Château (1972) og Don't Shoot Me I'm Only the Piano Player (1973).
Elton John var i første omgang imod at frigive sangen som en single og troede det ville mislykkes. Men sangen blev så vellykket, at den blev endelig udgivet som single den 4. februar 1974. Singlen nåede førstepladsen på den amerikanske hitliste i 1974, og blev certificeret guld og senere platin af Recording Industry Association of America.